# لويس أدلبرتو غارسيا
لويس أدلبرتو غارسيا (بالإسبانية: Luis Adalberto García)‏ هو لاعب كرة قدم مكسيكي في مركز الوسط، ولد في 28 سبتمبر 1995 في كومبوستيلا ‏ في المكسيك.